# Flesh and the Devil
Flesh and the Devil (título en español, El demonio y la carne) es una película muda romántica-dramática de 1926, dirigida por Clarence Brown y protagonizada por Greta Garbo, John Gilbert, Lars Hanson y Barbara Kent, siendo una adaptación de la novela The Undying Past de Hermann Sudermann.
En 2006, la cinta fue seleccionada para ser preservada en el National Film Registry de la Biblioteca del Congreso de Estados Unidos por ser «culturalmente, históricamente o estéticamente significativa».

## Argumento
La película es un melodrama romántico sobre dos amigos de la infancia, Leo y Ulrich, que crecen para ser soldados en Alemania. Leo se enamora de Felicitas, la esposa de un conde poderoso (un matrimonio sobre el que Felicitas descuida informar a Leo). El conde pide un duelo de honor con Leo, pero insiste en que se haga bajo la falsa pretensión de que la pelea se debió a unas duras palabras intercambiadas entre los dos en un juego de cartas con el fin de proteger la reputación del conde. Leo mata al conde en el duelo, pero luego es castigado por los militares, siendo enviado a África por cinco años.
Debido a la intervención de Ulrich, Leo solo sirve tres años antes de ser regresado a casa. En su viaje de vuelta se centra en su sueño de reunirse con Felicitas. Antes de irse a África, Leo le había pedido a Ulrich que cuidara de las necesidades de Felicitas mientras él se fuera. Ulrich, sin saber que su amigo está enamorado de Felicitas, se enamora de ella y se casa con ella.
A su regreso, Leo se encuentra destrozado entre su amor a Felicitas, que la mujer aún anima, y su amistad con Ulrich. Condenado por un pastor local por seguir asociándose con Felicitas, Leo finalmente pierde el control de sus emociones, lo que lleva a un duelo culminante entre los dos amigos de la infancia. Mientras compite por detener el duelo, Felicitas cae a través de una capa de hielo fino y se ahoga. Mientras tanto, los amigos se reconcilian, dándose cuenta de que su amistad es más importante que Felicitas.

## Elenco
- John Gilbert – Leo von Harden
- Greta Garbo – Felicitas von Rhaden
- Lars Hanson – Ulrich von Eltz
- Barbara Kent – Hertha
- William Orlamond – Tío Kutowski
- George Fawcett – Pastor Voss
- Eugenie Besserer – Madre de Leo
- Marc McDermott – Count von Rhaden
- Marcelle Corday – Minna

Sin acreditar
- Max Barwyn – Invitado en el baile
- Philippe De Lacy – Leo (de niño)
- Polly Moran – Mujer con ramo
- Cecilia Parker – Gemela
- Linda Parker – Gemela
- Russ Powell – Criado familiar
- Carl 'Major' Roup – Proveedor de la estación de tren
- Rolfe Sedan – Vendedor de sombrero de mujeres
- Ellinor Vanderveer – Invitado en el baile
- Glen Walters – Criado familiar

## Producción
Flesh and the Devil, producida en 1926, se estrenó en el Teatro Capitol de Nueva York el 9 de enero de 1927 y marcó un punto de inflexión para la vida personal y profesional de Garbo. Inicialmente, se negó a participar en la película. Acababa de terminar The Temptress y estaba cansada, además de que su hermana había muerto recientemente de cáncer y estaba molesta de que su contrato con Metro-Goldwyn-Mayer no le permitiera tomar el largo viaje de regreso a Suecia. Una carta severamente redactada de MGM (leída por el biógrafo de Garbo Barry París en un comentario para el lanzamiento del DVD de 2005) la advirtió de las terribles consecuencias que sufriría si ella no se presentara para el trabajo. Garbo lucharía contra los jefes del estudio después de que fuera terminada la película, lo que terminó con Garbo convirtiéndose en una de las actrices mejor pagadas en Hollywood hasta ese momento.
La química romántica entre Garbo y Gilbert era el sueño de un director porque no era falsa. Los dos actores rápidamente se involucraron en su propio asunto romántico y antes de que empezaran a rodar la película ya se habían mudado juntos (por comentario de París). La leyenda de Hollywood dice que fue también durante la producción que Gilbert se propuso a Garbo; ella aceptó, se organizó una boda de alto perfil, pero Garbo se retiró. París discute que esto podría haber ocurrido en medio de la producción. Independientemente de la cronología, Flesh and the Devil marcó el comienzo de uno de los más famosos romances de la edad de oro de Hollywood. También seguirían haciendo películas juntos en los comienzos del cine sonoro, aunque la carrera de Gilbert se derrumbaría a principios de los años 1930 mientras que la de Garbo se dispararía.
Garbo estaba tan impresionado con la dirección de Clarence Brown y la cinematografía de William Daniels que continuó trabajando con ambos en sus siguientes películas en MGM. Ella era particularmente insistente en la contratación de Daniels como su primer cinematógrafo.

## Taquilla
La película ganó 1.261.000 de dólares en todo el mundo, compensando el estudio con un beneficio de 466.000 dólares.

## Galardones
La película es reconocida por el American Film Institute en la lista AFI's 100 años... 100 pasiones – Nominada

## Relanzamiento
Flesh and the Devil fue restaurada y lanzada en DVD con The Temptress en septiembre de 2005 como parte de una colección de Turner Classic Movies titulada Garbo Silents. El DVD incluye un final alternativo optimista.